# Tablat (distrito)
Tablat é um distrito localizado na província de Médéa, Argélia, e cuja capital é a cidade de mesmo nome. A população total do distrito era de 4 137 habitantes, em 2008.[carece de fontes?]

## Comunas
O distrito está dividido em quatro comunas:
- Tablat
- Deux Bassins
- Aissaouia
- Mezerana